# Kaindysee
Der Kaindysee (kasachisch Қайыңды көлі Qajyngdy köli) ist ein Bergsee in Kasachstan, der 129 Kilometer südöstlich der Stadt Almaty an der Nordflanke des Kungej-Alataus liegt. Der See befindet sich 1867 Meter über dem Meeresspiegel im Nationalpark Kolsai-Seen und hat eine Länge von 400 Metern. An einigen Stellen ist er bis zu 30 Meter tief.
Er entstand 1911 durch einen großen Erdrutsch, ausgelöst durch ein starkes Erdbeben. Die Aufschüttung an Kalkstein sperrte die Schlucht zu Kaindy wie ein künstlicher Damm ab und so sammelt sich Regenwasser im Becken. In der Mitte des Sees befinden sich abgestorbene Stämme von Tienschan-Fichten.